# 相生市立矢野小学校
相生市立矢野小学校（あいおいしりつ やのしょうがっこう）は、兵庫県相生市矢野町にある公立小学校。2024年（令和6年）度の児童数は37名となっている。

## 沿革
- 1966年（昭和41年）4月16日 - 学校統合により相生市立矢野小学校設立。
- 1968年（昭和43年）7月16日 - 校旗制定。入魂式
- 1972年（昭和47年）7月8日 - 兵庫県健康優良校努力校として表彰を受ける。
- 1973年（昭和48年）
  - 11月3日 - 全日本健康優良校表彰
  - 1月10日 - 給食優良校文部大臣表彰
- 1988年（昭和63年）3月5日 - 昆虫館完成
- 2009年（平成21年）
  - 8月14日 - 昆虫館改修工事
  - 8月26日 県民まちなみ緑化事業（校庭の芝生化完成）
- 2010年（平成22年）3月10日 - 体育館耐震補強工事完了。
- 2012年（平成24年）4月1日 - 矢野川中学校保幼小中学校園連携モデル事業研究指定（3年）

兵庫県の基準による複式学級の対象となる学年があるが、手厚い教職員の配置により複式を避けている。しかしながら校区全域が市街化調整区域に指定されていて、将来的にさらなる児童数の減少が想定されることから、2026年（令和8年）度から小規模特認校を導入することとなった。導入後は、所定の手続きを踏めば市内全域から通学可能となる。

## 学校の教育目標
豊かな心と自ら学ぶ力を育み、心身ともに健康な子どもを育成する。

## 通学区
相生市のうち、矢野町。全域で相生市立矢野川中学校の校区となる。

## 通学区域が隣接している学校
- 相生市立若狭野小学校
- たつの市立揖西西小学校
- たつの市立揖西東小学校
- たつの市立東栗栖小学校
- 播磨高原広域事務組合立播磨高原東小学校
- 上郡町立上郡小学校
- 上郡町立高田小学校